# تشارلز هابيل
تشارلز هابيل (بالفرنسية: Charles Abel)‏ (و. 1824 – 1894 م) هو سياسي، ومحامي من فرنسا، وألمانيا، ولد في تيونفيل، توفي عن عمر يناهز 70 عاماً.

## مناصب
تولى منصب عضو مجلس النواب الألماني للإمبراطورية الألمانية (5 فبراير 1874–22 ديسمبر 1876)
.